# Miller von Müllegg
Miller baron von Müllegg lub Freiherr Miller von Muellegg ewentualnie Mühlegg lub Mūller von und zu Mühleck mieszkająca we Francji, Austrii i w Polsce datująca swoje szlachectwo od 1623 roku po przodku Michaelu Freiherr Miller von und zu Müllegg. W 1597 roku jego córka Barbara poślubiła młodego matematyka, Johannesa Keplera.
Rodzina ta posiada prawie identyczny herb jak Miller zu Aichholz, tylko gryfy zastępują lwy podobnie, jak polskim herbie Miller von Zaklika, ale pola w traczy herbowej są czarne i srebrne, a lwy i koła młyńskie złote. Inny też jest klejnot i korona.
Według prof. Dr Karla Henza Burmeistera te rodziny wywodzą się z tego samego herbu i częściowo pokrewieństwa, co nie dotyczy rodziny kupców z Tyrolu Miller zu Aichholz. Zaś ci z rodziny, którzy przyjechali do Polski (po zaborach Galicja) jako najemni żołnierze (artylerzyści) noszą tytuł Ritter – indygenat z 1796 roku z przydomkiem von lub tożsame de Zaklika,  a kolejna część rodziny, która osiadła najpierw w Kurlandii posiada tytuł barona - freiherr z przydomkiem von Muellegg.
Herbowi:
Konstanty Miller – Kossowski, gałąź baronowska po rozdziale rodu wg Familii de Zaklika, uczestnik i jeden przywódców organizacji niepodległościowej Spisek Hildebrandta.